# الحشرات في الطب

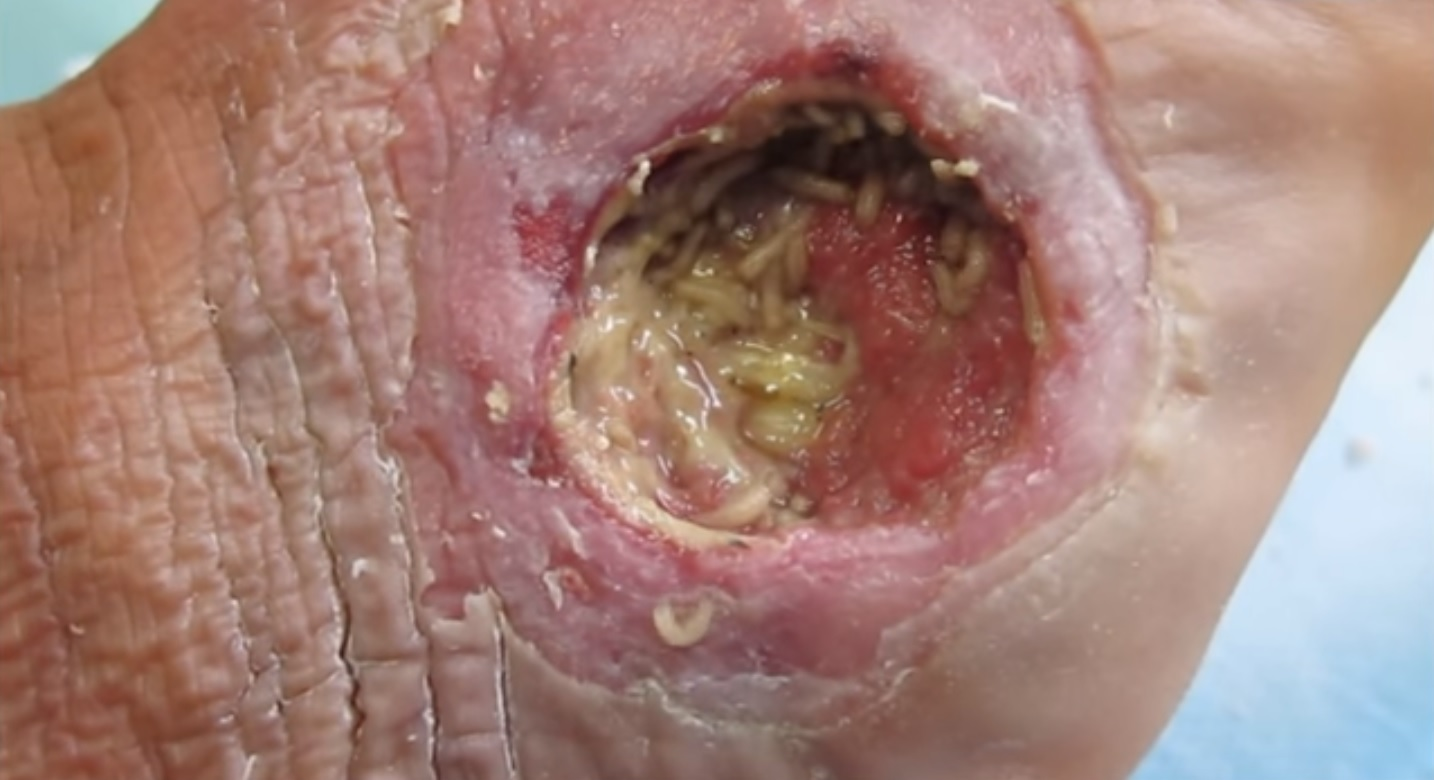
علاج باليرقات لجرحٍ في قدمٍ سكري

استُخدمت الحشرات في الطب، بنوعيه التقليدي والحديث، منذ زمن طويل رغم قلة الأدلة على فعاليتها. نظرًا لغرض المقالة، وتماشيًا مع العرف، شُملت الاستخدامات الطبية لمفصليات الأرجل الأخرى مثل العناكب في هذا المقال.

## الاستخدامات التقليدية والبديلة
راجع ماير روتشو الاستخدامات الطبية للحشرات ومفصليات الأرجل الأخرى في جميع أنحاء العالم، وقدم أمثلة على مجموعات الحشرات الرئيسية والعناكب والديدان والرخويات المستخدمة وناقش إمكانية استخلاص مكونات فعالة بيولوجيًا منها. عادات استخدام الحشرات (والعناكب) لعلاج الأمراض والإصابات المختلفة لها تاريخ طويل، وبما أنها صمدت خلال الزمن، فربما تكون فعالة أو تحقق نتائجًا. في الواقع، كثيرًا ما قام المنطق الطبي الشعبي على قانون التواقيع «يُشفى الشيء بمثيله»، وهو ذو تأثيرات نفسية في أحسن الأحوال. فمثلًا، وُصفت خنافس الروث لعلاج الإمساك. وأُخذت العصويات (الشبحيات) من أجل إنقاص الوزن، وظُن أن الرتيلاء المشعرة علاج مناسب لتساقط الشعر، ووصفت اليرقات السمينة التي تشبه الطرف المتورم الناجم عن الإصابة بطفيلي الفخرية البنكروفتية لمعالجة داء الفيل. اعتُقد أن الكائن الحي الذي يشبه جزءًا في جسم الإنسان مفيد لذلك الجزء، والأمر نفسه إذا كان جزء ما من الكائن الحي شبيهًا بجزء من الإنسان. فمثلًا، استخدم فخذ الجندب، الذي يشبه الكبد البشري وفقًا للتقليد، لعلاج أمراض الكبد من قبل الشعوب الأصلية في المكسيك. هذه العقيدة شائعة في جميع نواحي الطب التقليدي والبديل، ولكنها أكثر بروزًا حيث تلقى التقاليد الطبية قبولًا على نطاق واسع، كما هو الحال في الطب الصيني التقليدي والأيورفيدا، وأقل شيوعًا في الطب المجتمعي والأسري، كما في أجزاء من إفريقيا.

### الطب الصيني التقليدي
يشمل الطب الصيني التقليدي استخدام الأدوية العشبية والوخز بالإبر والتدليك والتمارين والعلاج الغذائي. وهو عنصر معتاد في الرعاية الطبية الحديثة في كل شرق آسيا وفي بعض أجزاء جنوب شرق آسيا (مثل تايلاند). تدخل الحشرات بشكل شائع جدًا ضمن المعالجة بالأدوية العشبية في الطب الصيني التقليدي، وتُقبل خصائصها وتطبيقاتها الطبية على نطاق واسع. وفيما يلي بعض الأمثلة الموجزة:
توجد فوائد مفترضة لنملة الجبل الأسود الصينية، وتستخدم في معالجة الكثير من الحالات، خاصة من قبل كبار السن. يفترض مستخدموها أنها تطيل العمر، وتحارب الشيخوخة، وتنعش الذكاء، وتزيد الفحولة والخصوبة. لدراسة الخصائص الطبية للنمل تفحص باحثون بريطانيون الفعالية المحتملة لمستخلص النمل في مكافحة السرطان. يُستهلك مستخلص نمل الجبل الأسود الصيني مع النبيذ.

### الهند والأيورفيدا
الأيورفيدا هو العلاج الهندي التقليدي القديم ويُستخدم إضافة إلى الطب الغربي في العلاج الطبي في الهند. تكون الأدوية المستخدمة في الأيورفيدا فعالة غالبًا لكن جرعاتها غير متسقة. وتكون أحيانًا ملوثة بالمعادن الثقيلة السامة. ومن الأمثلة على هذه العلاجات:
يُستخدم النمل الأبيض في مجموعة متنوعة من الأمراض الواضحة والمبهمة. تُحفر تلة النمل أو جزء من التلة ويُطحن النمل الأبيض والمكونات المعمارية للتلة معًا لتشكيل عجينة تُطبق موضعيًا على المناطق المصابة، وفي حالات نادرة، تُخلط بالماء وتؤكل. يفترض مستخدمو هذا العلاج أنه يعالج القرحة والأمراض الرثوية وفقر الدم. بالإضافة إلى فائدته المقترحة في تسكين الألم وتحسين الصحة.
حفّار ورق اليطروفة حشرة من حرشفيات الأجنحة، تفضل الاغتذاء على نبات اليطروفة، وهي آفة زراعية حشرية رئيسية ولها استخدامات علاجية. تُجمع اليرقات، وهي الشكل ذو التأثير الاقتصادي الأكبر على الزراعة، وتُغلى وتُهرس في عجينة تُطبق موضعيًا. ويُزعم أنها تحفز الرضاعة وتخفف الحمى وتهدئ الجهاز الهضمي.

### إفريقيا
على عكس الصين والهند، فإن الاستخدام التقليدي للحشرات في الطب متنوع جدًا في إفريقيا. ولاستخدام الحشرات توزع إقليمي واضح، مع وجود القليل من الاتفاقات الرئيسية بشأن الحشرات المفيدة علاجيًا. تُمرّر تعاليم العلاج بالحشرات بمعظمها من خلال المجتمعات والأسر، أي أنها لا تُدرس في بيئات جامعية، كما هي الحال في الطب الصيني التقليدي والأيورفيدا؛ وتتطلب معظم هذه الممارسات وجود شخص في دور «المعالج». وهذه بعض الأمثلة الموجزة:
يؤكل الجندب عادة بصفته طعامًا شهيًا ومصدرًا غنيًا بالبروتين ويؤكل أيضًا للأغراض الطبية. تُجمع هذه الحشرات وتُجفف في الشمس ثم تطحن لتصبح مسحوقًا. يمكن بعد ذلك تحويل المسحوق إلى عجينة من خلال مزجه بالماء والرماد ثم يُطبق على الجبهة لتخفيف آلام الصداع الشديد. يمكن أيضًا منع الصداع من خلال إدخال المعالج العجينة تحت الجلد في مؤخرة عنق المريض.
يستخدم النمل الأبيض أيضًا في أجزاء من إفريقيا كما هي الحال في الهند. تُحفر أجزاء من التل وتُغلى وتُحول إلى عجينة تُطبق على الجروح الخارجية لمنع العدوى أو تؤكل لعلاج النزيف الداخلي. يستخدم النمل الأبيض أيضُا ليؤدي وظيفة جهاز طبي. إذا أراد «المعالج» إدخال دواء ما تحت الجلد، فإنه يوزع هذا الدواء على جلد المريض، ثم يضع الحشرة على جلد المريض. عندما يلدغ النمل الأبيض الجلد، يحقن الفك السفلي الدواء.

### الأمريكيتان
كانت الأمريكيتان أكثر من الصين أو الهند أو إفريقيا تأثرًا بقانون التواقيع، غالبًا بسبب تاريخها الاستعماري المرتبط بأوروبا. تُستخدم الحشرات في الطب في أمريكا الوسطى وأجزاء من أمريكا الجنوبية أكثر من أمريكا الشمالية، ويستند معظمها إلى التقنيات الطبية للشعوب الأصلية. أصبح استخدام الحشرات في الطب في الأمريكيتين نادرًا مقارنة بالصين أو الهند أو إفريقيا، رغم أنه بقي شائعًا نسبيًا في المناطق الريفية التي تضم أعدادا كبيرة من السكان الأصليين. ومن الأمثلة:
تشكل الجنادب المُحمّصة طبقًا إقليميًا في بعض أجزاء المكسيك، ولها استخدامات طبية أيضًا. يُزعم أن أكلها يدر البول في أمراض الكلى، ويخفف التورم، ويخفف آلام الاضطرابات المعوية. هناك بعض المخاطر المرتبطة بتناول الجنادب، إذ من المعروف أنها تؤوي الديدان الخيطية التي يمكن أن تنتقل إلى البشر عند تناولها.
استخدمت الشعوب الأصلية في أمريكا الوسطى النمل ليؤدي وظيفة جهاز طبي. تُجمع النملات الجنود من جيش النمل وتستخدم بصفتها خيوطًا حية من قبل شعب المايا. تُثار النملة ويثبت فكها السفلي على حواف الجرح. عندما تعض الجلد، يُزال صدرها وبطنها، ويُترك الرأس ممسكًا بحافتي الجرح. اشتهرت إفرازات الغدة اللعابية للنملة بخصائصها المضادة الحيوية. استخدم سم النملة الحمراء لعلاج الروماتيزم والتهاب المفاصل وشلل الأطفال من خلال التفاعل المناعي الناتج عن لدغتها. وما زالت هذه التقنية، التي يسمح فيها للنمل بلسع المناطق المصابة تحت المراقبة، تستخدم في بعض المناطق الريفية القاحلة في المكسيك.
استُخدمت دودة القز بوصفها غذاءً إقليميًا ولأغراض طبية في أمريكا الوسطى بعد أن أحضرها الإسبان والبرتغاليون إلى العالم الجديد. تُؤكل الدودة غير الناضجة فقط. استُخدمت الشرانق المسلوقة لعلاج السكتة الدماغية، والحبسة الكلامية، والتهاب الشعب الهوائية، والالتهاب الرئوي، والاختلاجات، والنزيف، والتبول المتكرر. واستخدم البراز الذي تنتجه اليرقات لتحسين الدورة الدموية وتخفيف أعراض الكوليرا (التقيؤ والإسهال الشديدين).